# Sulfobarnsteenzuur
Sulfobarnsteenzuur is een van barnsteenzuur afgeleid triprotisch zuur: het bezit twee carboxylgroepen en een sulfonzure groep. Het is dus zowel een carbonzuur als een sulfonzuur. Sulfobarnsteenzuur ontstaat wanneer barnsteenzuur met zwaveltrioxide wordt behandeld. Het is een viskeuze, kleurloze vloeistof. Ze wordt gewoonlijk geleverd als 70%-oplossing in water.

## Sulfosuccinaten

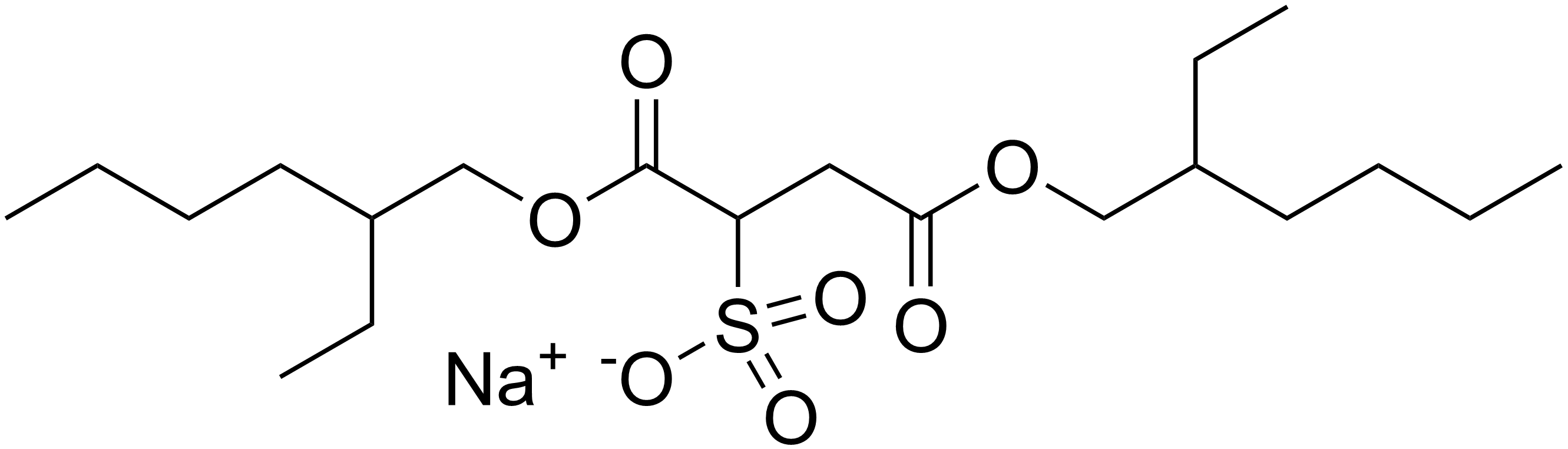
Natriumdioctylsulfosuccinaat

Een zout of een ester van sulfobarnsteenzuur wordt een sulfosuccinaat genoemd.
Een belangrijke groep van sulfosuccinaten zijn de alkylsulfosuccinaten. Dit zijn mono- of diesters van vetalcoholen met een zout van sulfobarnsteenzuur; gewoonlijk het natrium- of ammoniumzout. De alkylgroepen in deze esters zijn al of niet vertakt en bevatten meestal 8 tot 18 koolstofatomen.
Alkylsulfosuccinaten zijn anionische oppervlakte-actieve stoffen. Het zijn zachte tensiden die de oppervlaktespanning van water sterk verlagen, en gebruikt worden in shampoos, badschuim, douchegel en milde detergenten. Typische alkylsulfosuccinaten zijn natriumlaurylsulfosuccinaat en natriumdioctylsulfosuccinaat. Dit laatste is onder andere een bestanddeel van het dispergeermiddel COREXIT van Nalco waarmee olievlekken op water worden afgebroken; dit werd op grote schaal gebruikt om de olieramp met het boorplatform Deepwater Horizon in de Golf van Mexico in 2010 te bestrijden. Het is ook een laxeermiddel.
Om sulfosuccinaatesters te bereiden blijkt het makkelijker om te vertrekken van het niet-gesulfoneerde, onverzadigde corresponderende zuur (maleïnezuur of fumaarzuur), dit te veresteren en daarna te sulfoneren door het met een sulfiet of bisulfiet te behandelen, in plaats van eerst het sulfonzuur te bereiden en dat daarna te veresteren.